# علوم عاطفی
علوم عاطفی (انگلیسی: Affective science) مطالعات علمی است که در آن به مطالعهٔ هیجانات و رفتارهای عاطفی می‌پردازد. این شاخه از روان‌شناسی به مطالعه و استنباط عواطف شناختی و تجربی و به‌طور ویژه‌ای به حالات خلقی، تصمیم‌گیری و حواس خود تنظیم شده در فرد می‌پردازد. این شاخه را همچنین می‌توان زیر مجموعهٔ فیزیولوژی و علوم اعصاب دانست.
در دانشگاه استنفورد مکانی پژوهشی برای این شاخه مطالعات وجود دارد که تأکید آن انجام پژوهش‌های بنیادی بر روی عواطف، فرهنگ، علوم آسیب‌شناسی روانی است. از جمله پژوهش‌های انجام شده در این زمینه می‌توان به موضوعاتی همچون: دلایل طول عمر متأثر از فرهنگ و عواطف آن شخص، افسردگی، اختلالات اجتماعی و بیان عواطف را نام برد.
یک راه معمول برای مقایسه احساسات افراد با یکدیگر در این علم، مشاهده و توجه به ابرازات و تظاهرات عاطفی، همچون حالات چهره، حالات صوتی و حالات اندام فرد مورد نظر است.